# We Will Rock You (wideo)
We Will Rock You – wydany na DVD koncert brytyjskiej grupy rockowej Queen. Występ został nagrany 24 i 25 listopada 1981 w Montrealu w Kanadzie.
W 2007 ukazało się nowe oficjalne wydanie wideo z koncertu, Queen Rock Montreal.

## Lista utworów
1. „We Will Rock You” (wersja szybka)
2. „Let Me Entertain You”
3. „Play the Game”
4. „Somebody to Love”
5. „Killer Queen”
6. „I’m in Love with My Car”
7. „Get Down, Make Love”
8. „Save Me”
9. „Now I’m Here”
10. „Dragon Attack”
11. „Now I’m Here”
12. „Love of My Life”
13. „Under Pressure”
14. „Keep Yourself Alive”
15. Solo na perkusji i bębnach
16. „Brighton Rock”
17. „Crazy Little Thing Called Love”
18. „Jailhouse Rock”
19. „Bohemian Rhapsody”
20. „Tie Your Mother Down”
21. „Another One Bites the Dust”
22. „Sheer Heart Attack”
23. „We Will Rock You”
24. „We Are the Champions”
25. „God Save the Queen” (z taśmy)

Z filmu usunięto utwory Flash's Theme i The Hero.